# الوهادنة
الوهادنة (خربة الوهادنة) قرية في محافظة عجلون في الأردن، تقع شمال غرب عجلون ضمن بلدية الشفا، وتتتبع إداريا إلى لواء القصبة في محافظة عجلون. يبلغ عدد سكان الوهادنة أكثر من 7000 نسمة.(عدا التواجدين في اربد وعمان والزرقاء، ويعتمد أهل القرية في معيشتهم على الوظيفة الحكومية، والجيش، والزراعة.
كان يطلق على المنطقة التي تقع فيها القرية وباتجاه الغور، منطقة غور الوهادنة (من القرن إلى أبو عبيدة)، لذا يمكن الإشارة إلى أن حدودها القديمة كانت على النحو التالي: يحدها من الشرق مثلث علي مشهد، ومن الغرب نهر الأردن، ومن الشمال وادي الصرار، بينما حدها من الجنوب منطقة البلاونة.
أما الحدود الحديثة للقرية فمن الشرق يحدها مثلث علي مشهد، ومن الغرب السليخات، ومن الشمال الهاشمية (فارة سابقا) بينما من الجنوب يحدها وادي كفرنجه باستثناء شطورة.

## التسمية
يذكر الأب بسام عيسى الدير وهو راهب كنيسة دير اللاتين في القرية أن الاسم الأقدم للوهادنة هو (عنيبة المرتدة). وهناك عدة فرضيات لتفسير هذا الاسم منها أنها نسبت إلى العنب وهي فاكهة ارتبطت في الديانات القديمة بالفرح والبهجة، وفي المسيحية فإن للعنب رمزية تربطه بالسيد المسيح، بينما في الإسلام العنب هي فاكهة تتعلق بالخير والجنة، ثم تحول الاسم ليصبح (الخربة)، وهذا متكرر في الأوراق القديمة والوثائق العثمانية ربما لوجود آثار عتيقة فيها، كما وثّق الدكتور خليف غرايبة في كتابته بأن القرية كانت تحمل هذا الاسم في عام 1600م وكان عدد سكانها 200 نسمة، ثم تحول الاسم في المراحل التالية ليصير (خربة الوهادنة).
أما تفسير ارتباط كلمة الوهادنة بالخربة، فقد أشار الأب بسام إلى عدة أقوال لتفسير هذا الارتباط، ودلالاته مما تناقله أهل القرية، فقد ذكر الشيخ علي الفلاح إمام المسجد الكبير في الوهادنة اسمها هذا كان انطلاقا من أنها عصية أمام الغزوات التي كانت تستهدفها، وكانت ترد الأعداء بقوة، وهذا تأتى لها بحكم موقعها. ثم ينقل الأب بسام عن العميد المتقاعد محمود شريدة أنه يفسر كلمة الوهادنة بسبب حادثة في الأزمنة الماضية حين استهدفت غارات من الشمال القرية وكان منها حالات طلب للثأر، وذات مرّة سمع أهل القرية بغزو قادم باتجاههم، فجهزوا أنفسهم لهذه الغارة، فأخذوا كل الوهد (الفراش، والأغراض الموجودة في البيت) الذي في بيوتهم وأخفوه في المغارات وخرجوا من القرية، وعندما وصل الغزاة حرقوا البيوت ولم يجدوا فيها أحدا، وبعد انتهاء الغزو ورجوع الغزو عاد أهل القرية إليها وأخرجوا الوهد وبنوا القرية مرة أخرى فصار اسمها (خربة الوهد) وصار أهلها يتسمون بالوهادنة، ثم تغير اسمها ليصبح (خربة الوهادنة).
وهناك تفسير لغوي آخر للوهادنة يعيد نسبها إلى الوهاد وهي الأراضي المرتفعة المطلة، وهذا التفسير يتفق مع الواقع الجغرافي للمكان، غير أن هذا الاتجاه يتقاطع مع تفسير شعبي، تاريخي، إذ ذكر أحد من كبار القرية أن هذه المنطقة سكنها جماعة من بني وهدان، وتحرف الاسم بعد ذلك حتى صار الوهادنة.

## تاريخ
أشار الدكتور خليف غرايبة في كتابة الجغرافية التاريخية للمنطقة الغربية من جبال عجلون 1864-1946، إلى قرية خربة الوهادنة، في غير مكان من الكتاب، حيث يصنف القرية، من حيث دلالة اسمها، أنها من ضمن مجموعة المراكز العمرانية في المنطقة التي نسبت تسميتها إلى أسماء أشخاص، أو جماعات، وهنا إشارة دون تصريح إلى احتمال أن يكون سكنها قوم ينتسبون إلى بني وهدان، فسميت نسبة لهم.
كما يضيف الدكتور الغرايبة أن خربة الوهادنة، من ضمن خرب جبال عجلون التي وجدت فيها مخلفات أثرية كقطع الفخار والتي تعود تواريخها إلى العصر النحاسي، والعصر البرونزي، كما وجدت فيها قطع تعود إلى العصور البيزنطية والأموية والعباسية والأيوبية والمملوكية، ولهذا فهناك كثير من الخرب والأماكن القديمة التابعة لقرية الوهادنة، والدكتور خليف يشير إلى ذلك بقوله أنه يتبع إلى خربة الوهادنة كل من الخرب التالية: خربة الشيخ راشد، وهجيجة، وهنيدة، وسليخات، وصوفرة، وخربة الاخزيمات، وقافصة، وأبو فلاح.
ويؤكد بعض الباحثين في أن القرية أساسها خربة رومانية، وفيها آثار فسيفساء ملونة، وغير ملونة، ولما بنوا فيها المسجد القديم كان فيه آثار، منها عمودان من رخام، في جانب المسجد، ويمكن يكون بني على آثار كنيسة، وكان فيه بالجانب الجنوبي للمسجد مغارة، و(بد حجري) هو مثل المعصرة.
وتضاف إليها القرية وتفاصيلها العتيقة، كلها تعطي صورة عن تاريخ الوهادنة القديم.كما أنه يوجد فيها بيوت وآبار وكهوف موغلة في القدم، وكثير من بيوتها مبنية على مغائر قديمة، وفيها سراديب متداخلة، ويشير الكبار فيها إلى أن أحد الأشخاص دخل من مغارة المسجد، وخرج من مغارة أخرى على بعد حوالي 50 مترا من المسجد، وهذه السراديب تعتبر وسيلة دفاعية قديمة في الدفاع، ويشيرون هنا إلى مغارة الحميدان. ويتحدث أهل القرية بأنه وجد في تلك المغائر، والبيوت جرار قديمة، وآثار، ويدللون على ذلك بأن دار تمام اللي كانت في وسط البلد، وكان ساكنوها من البدور، وكان فيها فسيفساء قديمة.
ويقول كبار القرية، أيضا، بأنه يوجد في خربة صوفرة الأثرية عراق قديم فيه أكثر من ستين عراق متداخلة، وهذه المغائر، العرقان، كان يوجد فيها طيور الزاغ (الغربان)، وهذه كانت لما تطير تغطي السما من كثرتها، ومن العرقان المعروفة لدى أهل القرية عراق يسمى عراق ((بنى سلمان)) وهم من شقاح(بنى شقير).
الأحواض وتلك الأحواض هي حوض قافصة(فيه عين صوفرة، وخربة قافصة التي يوجد فيها آثار قديمة)، وحوض خلال البطم، وحوض الروس، وحوض العمايم، وحوض أم السناسل، وحوض الحروث، وحوض الميدان، وحوض الشيخ راشد، وحوض القصبة، كما أن دير الصمادية انضم إلى الوهادنة قبل عملية ضم المجالس البلدية، وهو يتبع الآن للوهادنة بحسب التنظيم الجديد للقرية.
أما المناطق، والتقسيمات القديمة للوهادنة بحسب ما يتذكرها كبار القرية فهي نيسه، وقافصه، وأم حميد، وعجوليا، وشطوره، والراهبي، والروس، والقصبة، وأم رسن، والملول، وراس أبو ساعي، وصوفره، والعمايم، وعلي مشهد، والدرجة، وأم حليس، وكسارة حمده، والخلة، والحروث، حوض الشيخ راشد، وكرم العجل، وراس الحمام، والمزار، وخلايل راجح.
ويضاف إليها بحسب راي الباحثين خربة الخزيمات التي تقع غرب البلدة، ودير الرهبان في شمال غرب الوهادنة، وتل أبو الذهب في حدود الغور من الشفا، وتل السعدية.

### المجلس البلدي
تشير الوثائق الرسمية إلى أن أول مجلس قروي للقرية تأسس في 15 يوليو 1972 م تقريبا، أما أول مجلس بلدي فقد تأسس في 29 يناير 1981م، وأول انتخابات بلدية كانت عام 1983 م. وأول شعبة بريد افتتحت في القرية كان في عام 1967 م، بينما أول مكتب بريد في عام 1987 م، وأول تيار كهربائي وصل القرية في عام 1984 م، وأول عيادة صحية افتتحت في الوهادنة كان في عام 1965 م، وكان الطبيب يمرّ عليها مرة واحدة في الأسبوع.

### المدرسة الأميرية
كما يتحدث كبار القرية عن أول مدرسة في القرية..
يقولون متحمسين بأنها كانت في غرف الجامع القديم، وكان هذا في عام 1926 م، حيث كان شيخ الجامع هو الخطيب، وكانت المدرسة في الجامع، وكان فيها الصفوف التالية:(تمهيدي، وأول، وثاني)، وبعد ذلك تطورت المدرسة.
يبوح الحاج محمد الوحشات (أبو سامي)، بعض ذاكرة، عن التعليم القديم قائلا: كانوا يدرسوا جغرافية شرق الأردن الطبيعية، والحساب، والجمع، والطرح، والضرب، والقسمة، والكسور العشرية، هذا ندرسه في الصف الثاني، ومن اللي درسونا، الشيخ جميل حسن برقاوي، هذا كان يدرس في المدرسة على حساب المعارف، وكانت المدرسة غرفتين بجانب المسجد، ومن المعلمين بين سنة 1932 م و1937 م كان الأستاذ محمد حجازي من اربد، والأستاذ محمد حسن العبابنة من بشرى، وكان عند المسيحيين مدرسة مختلطة سنة 1932 م، لكن مدرسة البنات للقرية تم تأسيسها سنة 1966 م.
وأيضا من مراجعة الوثائق المتاحة حول التعليم في السنوات الماضية، نلاحظ ما ورد في التقرير السنوي نهاية عام 1934 م الصادر عن إدارة معارف شرق الأردن، في الصفحة 15 بأنه تأسست مدرسة أميرية في خربة الوهادنة، عام 1934 م، وفيها معلم واحد، 25 طالب مقسمين على النحو التالي: 14 طالبا تمهيديا، و6 طلاب في الصف الأول، و5 طلاب في الصف الثاني.

### المسيحية
كما يظهر في ذات التقرير (لعام 1934 م) أنه توجد في خربة الوهادنة مدرسة اللاتين، وفيها 27 طالبا مسيحيا، ومعلم واحد، كما أنه تم إنشاء مدرسة الروم الكاثوليك في خربة الوهادنة عام 1930 م.
ولعلنا هنا سنلاحظ الانعكاس الإيجابي لهذا الوقت المبكر في التعليم، وتأسيس المدارس المسيحية في الوهادنة، حيث تشير الوثائق الكنسية في القرية إلى أنه يوجد فيها سبعة كهنة كلهم من اللاتين، وأكبرهم هو الأب منويل بدر، هو في ألمانيا، ثم الأب غالب بدر رئيس المحكمة الكنسية الآن، والأب فايز بدر الذي توفي بعد التخرج بحادث سيارة، والأب رفعت بدر الناطق الإعلامي باسم الكنيسة الكاثوليكية في الأردن، والأب بشير بدر وهو موسيقار وفي قرية أدر في الكرك الآن، والأب عدنان بدر وهو في مجلس الكهنة، والأب إياد بدر هو في إيطاليا.
أما عن تواجد العائلات المسيحية في الوهادنة فيمكن البدء في التأشير إلى وجودهم في القرية من خلال ما ذكره القس كلاين خلال زيارته للمنطقة عام 1868. حيث قال أن القرى التي يسكنها المسيحيون هي عجلون وعنجرة وكفرنجة وعين جنا وخربة الوهادنة وفارا، وقال أن هؤلاء يعملون في الأعمال الحرفية التي يطلبها الفلاحون منهم مثل صناعة المحاريث، وحذو الخيل، مقابل مقدار معين من الحبوب، وجميعهم إغريق أرثوذكس.
وكذلك يشير خليل رفعت الحوراني في مرحلة زمنية أخرى، بعد 38 سنة على ما كتبه كلاين، إلى خربة الوهادنة من ضمن القرى التي يوجد فيها مسيحيون، وهذا موثق في ما كتب في المقتبس بتاريخ 7/11/1910 م.
ولكن هذا الاستقرار في بعض القرى كان مؤقتا حيث تمت الهجرة بعد ذلك إلى أماكن محددة مثل الحصن وعجلون لظروف متعددة منها مسألة الأمن والحماية.
أما التركيبة السكانية بالنسبة للعائلات المسيحية في الوهادنة فيمكن فرزها على أنه يوجد في القرية عائلتان مسيحيتان هما عائلة بدر وعائلة حداد، وهما مقسمتان إلى 85 عائلة لاتين من البدور، و42 عائلة أرثوذكس من الحداد.
ومسيرة تلك العائلات، بحسب أقاويل أهل القرية الذين يوضحون بأن عائلة بدر كانوا في وادي موسى، ولهم علاقة مع العكشة، وراحوا عند المجالي، وقعدوا 18 سنة، وكانوا ثلاثة أخوة هم بدر ومقطش وعويس، ثم انتقلوا إلى مناطق أخرى حيث استقر مقطش في عنجرة، وعويس في عجلون، وبدر في الوهادنة.
وبالنسبة لعائلة حداد فإنهم كانوا في كفرنجة وعرجان وعجلون، ويقال أن الأب الأكبر توفي وكان عنده ثلاثة أولاد أخذهم الجد وجابهم للوهادنة، وهم أبناء سمور (بني سمور)، واستقروا هنا قبل 200 سنة تقريبا.
وحول بني سمور، نجد أن فريدريك بيك في تاريخ شرقي الأردن وقبائلها كتب بأنه حمولة مسيحية من حمايل عرجان، منقسمون إلى ثلاثة مذاهب: روم أرثوذكس، ولاتين، وكاثوليك. ويزعمون أن أصلهم من راشيا بسوريا. وقد خرج منهم فروع إلى قرى عجلون وكفرنجة وفارا وخربة الوهادنة

### رهونات الأراضي
الوثائق العثمانية التي تم تحقيقها ونشرها في كتب، تعطي مؤشرات مهمة، وخطيرة، حول الحراك السياسي، والاجتماعي، والاقتصادي في الوهادنة، والقرى المحيطة بها، ذكرت الدكتورة هند أبو الشعر في كتابها اربد وجوارها، إضافة إلى الدكتور عليان الجالودي وما ورد في كتابه قضاء عجلون، ولتكن البداية من حالة الأمن، وانعدامها في نهاية الفترة العثمانية، حيث توثق الدكتورة هند أبو الشعر ما نشر في جريد المقتبس في 7 تشرين ثاني 1910 م، مشيرة إلى رأي مراسل الصحيفة في انعدام الأمن في تلك الفترة، وفي مواقع عديدة، مطالبا بإنشاء مخافر في عدة قرى يذكر منها الخربة (خربة الوهادنة).
وبالإضافة إلى القضية الأمنية في تلك الفترة تشير الدكتورة أيضا في اربد وجوارها إلى مسألة خطيرة، وتحتاج إلى بحث ودراسة، وهي قضية بيع حصص من أراضي خربة الوهادنة، إلى تجار، من خارج المنطقة، حيث تعطي مثالا على حجة وكالة من سجلات المحكمة الشرعية أن خمسة من أفراد من أبناء خربة الوهادنة أعطوا توكيلا لنجيب أفندي بن حنا فركوح لبيع (جميع الحصة ونصف حصة و3/4 القيراط من أصل 69 حصة ونصف حصة، من جميع أراضي خربة الوهادنة) إلى حاوي بن حبيب بن حوى وأولاده وهم من تجار من أهالي عكا، بمبلغ وقدره 153 ليرة عثمانية ذهبية، وهذا مؤشر إلى حركة استثمار في تلك الفترة من تجار عكا في منطقة غور الوهادنة.
وهناك أيضا حالات رهونات في تلك الفترة الزمنية من بداية القرن الماضي إذ أنه وجد في السجل الشرعي رقم 4 بتاريخ 9 تموز 1928 م حالة رهن في خربة الوهادنة، وقيمة الرهن 60 ليرة عثماني، وليرتين فرنساوي، وليرتين فلسطيني، كما أنه قبل ذلك وفي بداية القرن العشرين كان هناك رهونات أرض، وبيع أراضي، متعددة في خربة الوهادنة، ومناطق أخرى محيطة بها، ويذكر الدكتور عليان الجالودي ذلك بالأسماء مثل أن اسكندر أفندي كساب استثمر ملكياته الواسعة في الغور عن طريق وكيل له من أهالي قرية خربة الوهادنة، وهنا يطرح الدكتور الجالودي سؤالا خطيرا حول حركة الرهن، والبيع في تلك الفترة، في أنه  هل كانت لعمليات بيع الأراضي تلك علاقة بالهجرة، وبدايات الاستيطان الصهيوني وعمليات شراء الأراضي التي شهدتها الأجزاء الأخرى الواقعة غربي نهر الأردن؟، يبقى سؤال، ولكنه بحاجة إلى دراسة ورصد، خاصة وأنه يوجد هناك وقائع وأسماء وحالات رهونات عديدة في مناطق أخرى غير قرية الوهادنة.

### العسل بالصاع
ذكر الرحالة مرل أثناء زيارته للمنطقة في 12 آذار 1876 أن القرية تشتهر بإنتاج العسل، حيث كتب: «إن سكان خربة الوهادنة اشتهروا بتربية النحل، وكان العسل لكثرته يباع بالصاع.»

### تطير الحصوة
لفتت الباحثة فرحة غنام في رسالتها الماجستير حول ملكية الأراضي والزعامة سنة 1988 م، إلى جانب مهم له علاقة بأراضي القرية وتوزيعها، حيث تعود إلى آلية توزيع الأراضي المشاع في القرى، وذلك من خلال ما استقرأته الباحثة من روايات المعمرين في قرية خربة الوهادنة، حيث تقول:
| الوهادنة | يجتمع في بداية الموسم الزراعي وجهاء الحمايل الموجودة في القرية ويقومون بتقسيم أراضي القرية إلى قسمين الحمرا وفقارس، ومن يملك حصة من أحدهما يملك حصة في أحدهما يملك حصة في الثانية حيث جرت العادة في كل سنة أن يزرع جزء من الأرض وتترك الأخرى لكي ترتاح، وتسترد خصوبتها. ثم تقسم إلى أرباع بطريقة القرعة، أو تطير الحصوة وتأخذ كل حمولة ربعتها أو حصتها، ثم توزع الأرض مرة أخرى على الحمولة الواحدة، فيأخذ كل فلاح مساحة مساوية للحصة التي يملكها ويتم تقسيمها إلى موارس، ويتم تطيير الحصوة، وذلك بتحديد عدد الحجارة الذي يكون مساويا لعدد الأشخاص المشتركين ويختار كل منهم حصوة، ثم يرمى الحجر الأول على أن تكون له الحصة المحددة، أو يقوم شخص ما بسحب الحجارة وتسمية القطعة حتى يأخذ الجميع حصصهم، ويمكن استخدام العيدان بدلا من الحجارة، أو كتابة أوراق تشير كل منها إلى قطعة ما. | الوهادنة |

وهذا التقسيم للمشاع، هناك ما يشير اليه، أو يدلل عليه في السجلات الشرعية بداية القرن الماضي، التي توضح أن مشاع القرى كان يتم تقسيمه إلى حصص على ضوء مساحة المشاع المخصص للقرية، وعلى ضوء العائلات الأساسية فيها، حيث أن قسم مشاع غور الحصون التابع لقرية فارة، وغور خربة الوهادنة لكل منها سبع وأربعون حصة ونصف بحسب السجل الشرعي في عام 1911.

### مناجم البترول
من الطريف في الجانب الاقتصادي لقرية الوهادنة الإشارة إلى أنه في عام 1910 م قرر مجلس الولاية العمومي الموافقة على ترخيص للبحث عن مناجم البترول والحديد في مناطق متعددة في في شرق الأردن ومنها خربة الوهادنة لشركة التعدين السورية ووكلائها، واشترطت الولاية في الترخيص أن لا يكون هناك أي ضرر للأهالي وإدارة السكة الحجازية والخزينة من جراء البحث والتنقيب.

## الجغرافيا

### عيون الماء
يقول الكبار أن أهل القرية كانوا يعتمدون في حياتهم على مياه الأمطار وكانت وفيرة، وفي حال نقص المطر، كانوا يلجأون إلى آبار المياه وعيون الماء، حيث كانت من العيون المعروفة لديهم عين صوفرة، وعين أم رسن، وعين البيضا في الغور.وفي ذات السياق حول المياه، والجغرافيا، يشار إلى أنه في عام 1934 م كان هناك موازين لقياس المطر في خربة الوهادنة، التي تعتبر من المناطق الشفاغورية، حيث أنها يصل ارتفاعها حتى 590 مترا، وأمطارها متوسطة.
ويوثق الدكتور خليف الغرايبة في كتابه الجغرافية التاريخية للمنطقة الغربية من جبال عجلون أن متوسط أمطار الوهادنة كان في الفترة الزمنية (1901-1930 م) قد بلغ حوالي 479 ملم/سنة، وأهم أشجار فيها الخروب، والبطم، واللوز البري، والبلوط.

## السكان
بالعودة إلى التعداد السكاني القديم للقرية في سنوات مختلفة في العهد العثماني، وفق الوثائق المتاحة فقد سكن القرية في عام 1538من يقارب 54 خانة (عائلة)، بينما في عام 1596 م تراجع عدد سكان الخربة ليصبح 32 خانة، ثم في عام 1871 بلغ عدد سكانها 40 خانة، وقد أشار الدكتور خليف غرايبة أن عدد سكان الخربة كان في عام 1600 م حوالي 200 نسمة. ويضيف الدكتور الغرايبة أن خربة الوهادنة كانت مركزا لحكم جبل عجلون قبل عام 1851 م، وهي تعتبر من أكثر أجزاء جبال عجلون كثافة بالسكان، وإنتاجا للزراعة، آنذاك.
وفي موقع آخر يوضح الغرايبة بأنه تعاقب على حكم منطقة جبل عجلون (في الفترة 1516-1850 م) ثلاث عائلات هي عرب المشالخة، وعشيرة الخطاطبة، وعشيرة الفريحات، ويذكر بأن عشيرة الخطاطبة هي من عشائر منطقة منحدرات عجلون الغربية وكان مركزها قرية خربة الوهادنة.

## الخريطة الاجتماعية
عائلات الوهادنه
ومن عشائر الوهادنه
وهداني-الشقاح(بني شقير)- السواعي- وحشه (الوحشات) --الغزو- العقايله- العمايره -الشريده-أبوسمره-الشناتوه-الزهراوي(وهم فرع من بني شقير )
الشقيرات-أبوأحمده_ الفطيمات- عشيرة حداد - بدر-الشويات
قبل الدخول إلى الوهادنة، وعلى تلة ظاهرة يسار الشارع، هناك موقع يتبارك به أهل المنطقة.. مع ان التبرك لا يجوز باثار الاولياء ولا يصح في ديننا الإسلامي
إنه  علي مشهد، وهذا مكان مشهور، ومعروف في الوهادنة، حيث يوجد فيه قبر يقال أنه كان مكتوب على حجر في هذا القبر اسم علي مشهد.
كما أن هناك على بعد حوالي 5 كيلومترات غرب القرية مقام عكرمة بن أبي جهل، الذي يسميه أهل المنطقة مقام عكرم، ويوجد كذلك مقام الشيخ راشد، ويوجد خرافة تقول انه كانت الناس  لما يرحلوا من المنطقة يخزنوا السمن والجميد والأغراض، ويحطوها عنده، وما يصير عليها أي إيشي. وهذا من الخرافات
ويتذكر أهل القرية شجرة أبو عبيده، التي موقعها في حوض (خلال البطم)، وهي شجرة ملول قديمة، كانت مقدسة عند الختيارات مع ان هذا أيضا من الخرافات المخالفة لديننا الإسلامي والتوحيد الذي هو صلب الدين وأساسه، وكانت مطلة على مقام أبو عبيدة في الأغوار.
وفي وسط الوهادنة توجد شجرة المقبرة، ويسمونها كذلك شجرة البطمة (القباه)، وعمرها مئات السنوات، وموقعها في طرف المقبرة، وقد كانت اجتماعات كبار القرية، وأهلها تتم تحت هذه الشجرة الممتدة، ويقال أنه في سنوات ماضية، مالت الشجرة عن مكانها، فقام كبار القرية، بسحبها، ووضع صخرة كبيرة تحتها، وما زالت هذه الشجرة شاهدة على كثير من تفاصيل القرية، وفيها بعض ذاكرتها، وتوجد تحتها، على الصخور، نقوش آثار اللعبة الشعبية(المنقلة) التي كان يتسلى بلعبها الختيارية في جلساتهم، واجتماعاتهم تحت شجرة البطمة.
ويلفت النظر في مقبرة الوهادنة حجم القبور الكبيرة، والتي هي في الواقع عدة قبور داخل مكان واحد، حيث أنه يتم دفن عدة أشخاص، وعلى فترات متعاقبة، ولكن في نفس القبر. حرق الخربة.
ضمن التداعيات الاجتماعية لسيرة القرية، لا بد من المرور بحدث كان له أثرا كبيرا في ذاكرتها، وما زالت الأجيال المتعاقبة تتحدث به، وهو حادثة حرق الوهادنة، هذه القصة التي تشكل منعطفا دراميا في حكاية خربة الوهادنة التي لاحظنا أن الحاج محمد مصطفى الوحشاتأبو سامي، كتب بعضا من تفاصيلها في دفتر، هو مذكرات بالنسبة له، ولكنه في الحقيقة جامع لتاريخ المكان، ويمكن أن يشكل في مرحلة قادمة وثيقة لا بد من الاهتمام بها، عند كتابة تاريخ الأردن من بوابة تدوين ذاكرة كل حاضرة وقرية على حدا.
 كتب محرر الكون العسكري: تسلم فخر الدين المعني(وهو لبناني) هذا العام 1032 هـ ما يقارب عام 1622 م فرمانا سلطانيا بإسناد سنجقية عجلون لابنه الأمير حسين، وسنجقية نابلس لأميره مصطفى، فقرر إرسال حملة إلى فلسطين لانتزاع هاتين السنجقيتين من الأمير بشير قانصوه، أمير عجلون، ومحمد بن فروح أمير نابلس، وفي وقت لاحق توجهت قوات الأمير بعد ما تم احتشادها عند جسر المجامع في الغور الشمالي إلى عجلون فدخلتها من دون قتال وانتقل الأمير بشير قانصوه إلى جرش، ومنها إلى نابلس، حيث تحالف مع متسلّم(يستلم الضرائب) من محمد بن فروخ وتجمعت قواتهما في فارا(هي قرية الهاشمية في الوقت الحالي) الواقعة في جبل عجلون، استعدادا لمناوأت الأمير المغني.. في هذه الأثناء علم الأمير علي الشهابي وحسين، عندئذ قررا منازلتهما في فارا نفسها، وتوجها بقواتهما إليها، فوصلا إلى ضواحي القرية عند المغيب.
ثم بعد ذلك، وتحت عنوان مجريات المعركة، يكمل الحاج أبو سامي كتابته:.
 ونشب القتال بين الفريقين عند المساء، واستمر حتى هبوط الظلام، وفصل الليل بين المتقاتلين، بعدها انهزمت قوات أميري نابلس وعجلون، فانسحبت من قرية فارا متخلية عنها للمهاجمين الذين حرقوها في الصباح، كما حرقوا خربة الوهادنة، وحلاوة، وهذه القرى هي أهم قرى عجلون وأقواها.
وعندما أخبر الأمير فخر الدين بانتصار قواته في معركة فارا، أمر قائدي هذه القوات بتركيز حامية مدينة عجلون، والعودة بالجيش إلى جسر المجامع.